# St-Denis (Chérence)

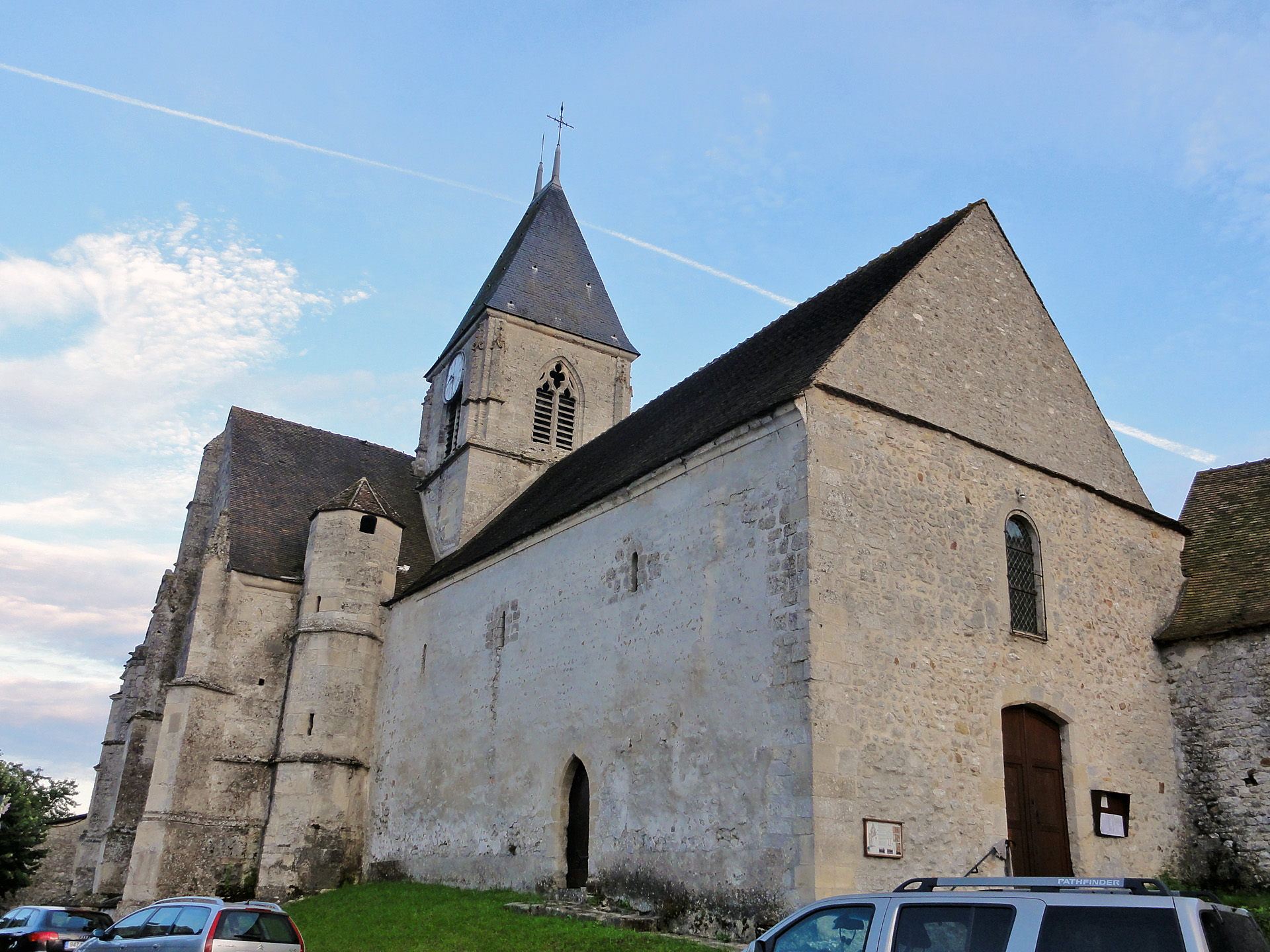
Kirche Saint-Denis

Die römisch-katholische Pfarrkirche St-Denis in Chérence, einer französischen Gemeinde im Département Val-d’Oise in der Region Île-de-France, wurde ab dem 12. Jahrhundert errichtet. Das Bauwerk steht seit 1962 als Monument historique auf der Liste der Baudenkmäler in Frankreich.

## Architektur
Die dem heiligen Dionysius geweihte Kirche wurde im 12. Jahrhundert begonnen, aus dieser Zeit ist das romanische Schiff erhalten, das von einer hölzernen Decke überwölbt wird. Es besitzt nur kleine Fenster. Das Querhaus und der Chor stammen aus der Gotik, sie sind mit Maßwerkfenstern versehen und von Strebepfeilern gegliedert. Über der Vierung erhebt sich der Turm, der im Untergeschoss romanisch ist und im Obergeschoss gotische Fenster besitzt. An den Ecken wird er von Strebepfeilern verstärkt.